# Рюппель, Эдуард
Вильгельм Петер Эдуард Симон Рюппель (нем. Wilhelm Peter Eduard Simon Rüppell; 20 ноября 1794, Франкфурт-на-Майне — 10 декабря 1884, там же) — немецкий зоолог и ботаник.

## Биография
Сын банкира, Рюппель собирался заниматься торговлей, однако путешествие по Синайскому полуострову в 1817 году изменило его жизненные планы, и он отправился изучать зоологию и ботанику в университет Павии, а затем Генуи. В 1821 г. Рюппель провёл первую самостоятельную научную экспедицию по тому же Синайскому полуострову и в 1822 г. стал первым европейским путешественником, добравшимся до залива Акаба. В 1823 г. Рюппель отправился вверх по Нилу, затем собирал образцы растений в Эфиопии и в 1830 г. стал первым натуралистом, который её пересёк.
Уже в 1826 г. часть образцов из коллекции Рюппеля была использована Филиппом Якобом Кречмаром в его «Атласе путешествий по Северной Африке». Дальнейшее германское и мировое признание заслуг Рюппеля было весомым: так, в 1839 г. он стал первым иностранцем, удостоенным золотой медали лондонского Королевского географического общества. Коллекции Рюппеля вошли в состав фонда франкфуртского Музея Зенкенберга — крупнейшего естественноисторического музея Германии.

## Эпонимы
Имя Рюппеля носят славка Рюппеля (Sylvia rueppelli), гриф Рюппеля (Gyps rueppelli), длиннокрылый попугай Рюппеля (Poicephalus rueppellii), песчаная лисица (Vulpes rueppelli) и некоторые другие животные.